# 學年別漢字配當表 (1977-1988)
學年別漢字配當表 (1977-1988)是日本小學校的漢字學習規範表。為文部科學省於1977年發表。總共996個漢字。其漢字以日本教育漢字為基礎，每學年有相應的學習內容。

## 1年級（計76字）
一右雨円王音下火花学気九休金空月犬見五口校左三山子四糸字耳七車手十出女小上森人水正生青夕石赤千川先早足村大男中虫町天田土二日入年白八百文木本名目立力林六

## 2年級（計145字）
引雲遠何科夏家歌画回会海絵貝外間顔汽記帰牛魚京教強玉近形計元原戸古午後語工広交光行考高黄合谷国黒今才作算止市思紙寺自時室社弱首秋春書少場色食心新親図数西声星晴切雪船前組走草多太体台池地知竹茶昼長鳥朝通弟店点電冬刀当東答頭同道読南馬買売麦半番父風分聞米歩母方北毎妹明鳴毛門夜野友用曜来楽里理話

## 3年級（計195字）
悪安暗医意育員院飲運泳駅園横屋温化荷界開階角活寒感館岸岩起期客究急級宮球去橋業曲局銀苦具君兄係軽血決県研言庫湖公向幸港号根祭細仕死使始指歯詩次事持式実写者主守取酒受州拾終習週集住重所暑助昭消商章勝乗植申身神深進世整線全送息族他打対待代第題炭短着注柱帳調直追丁定庭鉄転都度投島湯登等動童内肉農波配畑発反坂板皮悲美鼻氷表秒病品負部服福物平返勉放万味命面問役薬由油有遊予洋葉陽様落流旅両緑礼列路和

## 4年級（計195字）
愛案衣以囲位委胃印英栄塩央億加貨課芽改械害各覚完官漢管関観願希季紀喜旗器機議求救給挙漁共協鏡競極区軍郡型景芸欠結建健験固功候航康告差菜最材昨刷殺察参散産残士氏史司姉試辞失借種周宿順初省唱照賞焼臣信真成清勢静席積折節説浅戦選然争相倉想象速側続卒孫帯隊達単談治置貯腸低底停的典伝徒努灯堂働毒熱念敗倍博飯飛費必筆票標不夫付府副粉兵別辺変便包法望牧末満脈民約勇要養浴利陸良料量輪類令冷例歴連練老労録

## 5年級（計195字）
圧易移因営永衛液益演往応恩仮価果河過賀解快格確額刊幹慣歓眼基寄規技義逆久旧居許境興均禁句訓群経潔件券検絹険減現限個故護効厚構耕講鉱混査再妻採災際在罪財雑蚕賛酸師志支資似児示識質舎謝授収修衆祝述術準序除招承称証常条状情織職制性政精製税責績接設舌絶銭善祖素総造像増則測属損退貸態団断築張提程敵適統導銅得徳特独任燃能破犯判版比非肥備俵評貧婦布富武復複仏編弁保墓報豊防貿暴未務無迷綿輸余預容率略留領

## 6年級（計190字）
異遺域壱宇羽映延沿可我灰街革拡閣割株干巻看勧簡丸危机揮貴疑弓吸泣供胸郷勤筋系径敬警劇穴兼憲権源厳己呼誤后好孝皇紅降鋼刻穀骨困砂座済裁策冊至私姿視詞誌矢磁射拾尺釈若需樹宗就従縦縮熟純処署諸将笑傷障城蒸針仁垂推寸是聖誠宣専染泉洗奏窓創層操蔵臓俗存尊宅担探段暖値仲宙忠著庁兆頂潮賃痛展党討糖届難弐乳認納脳派拝肺背俳班晩否批秘腹奮陛閉片補宝訪亡忘棒枚幕密盟模訳郵優幼羊欲翌乱卵覧裏律臨朗論

## 関連項目
- 學年別漢字配當表
- 當用漢字
- 常用漢字